# Рибна (Малопольське воєводство)
Рибна (пол. Rybna) — село в Польщі, у гміні Черніхув Краківського повіту Малопольського воєводства.
Населення — 2534 особи (2011).
У 1975-1998 роках село належало до Краківського воєводства.

## Демографія
Демографічна структура станом на 31 березня 2011 року:
|          | Загалом | Допрацездатний вік | Працездатний вік | Постпрацездатний вік |
| -------- | ------- | ------------------ | ---------------- | -------------------- |
| Чоловіки | 1282    | 288                | 861              | 133                  |
| Жінки    | 1252    | 266                | 723              | 263                  |
| Разом    | 2534    | 554                | 1584             | 396                  |